# Circus Lupus
Circus Lupus fue una banda estadounidense de post-hardcore, acitva entre el verano de 1990 y la primavera de 1993.

## Historia
A pesar de desarrollar su carrera en el área de Washington D. C., originalmente se formaron en Madison, Wisconsin. Chris Thomson (exbajista de Ignition y Soulside) conoció al guitarrista Chris Hamley y la baterista Arika Casebolt, mientras asistían a la escuela. Su nombre hace referencia a un sketch de "SCTV" sobre "Circus Lupus, el circo de lobos", un anuncio de televisión simulado para un circo ambulante lleno de lobos. El mismo año, debutaron con un sencillo por el sello Cubist, con Reg Shrader como bajista; este fue reemplazado por Seth Lorinczi (de Vile Cherubs) al hacer la transición a Washington D. C.
La banda lanzó dos álbumes de larga duración con Dischord. El LP Super Genius (DIS63) fue lanzado en 1992, seguido por un sencillo homónimo (DIS73; producido por Joan Jett), y Solid Brass (DIS79) en 1993.

### Proyectos posteriores
Sus miembros han participado en otros proyectos, relacionados al sello de Chicago "Southern Records". Una de estas bandas fue Antimony, con Casebolt, Lorinczi, y Hamley. A su vez, Thomson formó Las Mordidas; posteriormente, este junto a Hamley tocaron en Monorchid. Seth Lorinczi se mudó a San Francisco en la década de 2000, creando la banda The Quails, junto Jen Smith y Julianna Bright, publicando tres álbumes.
A fines de 2010, Chris Hamley comenzó el trío Alarms and Controls, lanzando material por Dischord.

## Legado
El trabajo de Circus Lupus fue una fuerte influencia para bandas como Ink & Dagger y The Fall on Deaf Ears.

## Miembros
- Chris Thomson – voces (1990–1993)
- Arika Casebolt – batería (1990–1993)
- Chris Hamley – guitarras (1990–1993)
- Seth Lorinczi – bajo (1991–1993)
- Reg Shrader – bajo (1990–1991)

## Discografía
Álbumes de estudio
- Super Genius (1992, Dischord)
- Solid Brass (1993, Dischord)

Sencillos
- Tightrope Walker / Chinese Nitro 7" (1990, Cubist)
- Sea Of Serenity / Heathen split 7" con Trenchmouth (1992, Skene!, Dischord)
- Circus Lupus 7" (1992, Dischord)